# Mauri Luukkala
Mauri Veikko Luukkala, född 14 december 1936 i Åbo, död i juli 2002 på Östersjön, var en finländsk fysiker.
Luukkala blev filosofie doktor 1964. Han arbetade efter disputationen vid Varianbolaget i Schweiz och senare som biträdande professor vid Tekniska högskolan. Han var 1972–1977 extra ordinarie professor i fysik (elektronik och mätteknik) vid Helsingfors universitet och ordinarie professor från sistnämnda år till 2002, då han drog sig tillbaka. Han var 1989–1994 prefekt för fysikaliska institutionen och 1975–1976 ordförande för Finlands fysikförening.
Sin forskning baserade Luukkala främst på ultraljud och ljus samt tillämpade sina resultat på att lösa praktiska problem både inom industri och medicin; många lösningar ledde till patent.
Han förolyckades då han spolades överbord från en båt under tävlingen Gotland runt.